# Glitch (musique)
Pour les articles homonymes, voir Glitch (homonymie).
Genres dérivés
Complextro, glitch-hop
Le glitch est un genre de musique électronique expérimentale ayant émergé au milieu des années 1990. Stricto sensu, le mot « glitch » désigne une brusque augmentation de tension provenant du dysfonctionnement (failure) d'un dispositif électrique ou électronique. Les sons produits par ces phénomènes sont utilisés comme matériau sonore de compositions musicales. En ce sens, le glitch est plus une esthétique qu'un genre musical à proprement parler.
Par extension, l'esthétique glitch se caractérise par un usage délibéré de « défauts » sonores, qu'ils résultent notamment du dysfonctionnement de dispositifs électroniques, de l'utilisation détournée des technologies numériques de production ou de traitement sonore, du collage d'échantillons sonores tronqués, du bruit de CD ou de disques vinyles qui sautent. L'esthétique glitch est plus ou moins présente au sein des compositions qui se réclament du genre. Certaines, que l'on pourrait qualifier de « radicales », n'utilisent que ces défauts sonores. Mais de nombreux artistes exploitent ces matériaux au sein d'œuvres plus traditionnelles, synthétiques ou hybrides (acoustique/synthétique). Parmi les artistes populaires qui utilisent intensément ces matériaux, on trouve Alva Noto (Carsten Nicolai), Pole (Stefan Betke), Richard Devine et Ryoji Ikeda.

## Histoire

### Origines
Les origines de l'esthétique glitch remontent au début du XXe siècle, avec le manifeste futuriste de Luigi Russolo, L'Art des bruits (publié en 1913), à la base de la musique bruitiste. En 1922, dans son essai Production-Reproduction, le peintre László Moholy-Nagy suggère de transformer le gramophone en instrument de production de son en altérant manuellement la surface des disques plats. En 1965, l'artiste tchèque Milan Knížák utilise, lors de performances sonores, des disques brisés ou altérés par des trous, des rayures, etc.. En 1979, le compositeur et plasticien américain Christian Marclay, en mal de batteur, commence à utiliser des disques vinyles rayés pour lui servir de base rythmique.
En 1985, le compositeur japonais Yasunao Tone compose un collage sonore à partir du son de CD « préparés » (petits bouts de Scotch collés à la surface du disque) pour accompagner la suite Techno Eden de la chorégraphe Kay Nishikawa. Volontairement tournée vers des performances live, sa technique ne sera disponible à l'écoute qu'en 1995 sur un album intitulé Solo for Wounded CD. En 1988, le compositeur Nicolas Collins commence de son côté à travailler sur des lecteurs de CD « préparés » (suppression notamment des circuits de correction d'erreur). Les sons obtenus se rapprochent de ceux obtenus par Yasunao Tone. En 1992, l'album It Was a Dark and Stormy Night de Nicolas Collins comprend une composition de quatuor à cordes jouant aux côtés de sons de CD qui sautent.

### Affirmation du mouvement
En 1993, l'album Wohnton du groupe allemand Oval, contribue à la construction esthétique du genre (malgré un chant farouchement pop) par son échantillonnage des sauts de CD (très présents sur le titre AllesinGedanken). Les albums suivants - Systemisch et 94diskont - respectivement sortis en 1994 et 1995 prennent un tour beaucoup plus minimal et instrumental. Systemisch fut entièrement composé à partir d'extraits du CD Selected Ambient Works Volume II d'Aphex Twin, volontairement altéré par des dessins réalisés au stylo feutre. À partir de 1995, l'éclatement des pratiques se fait sentir. Le label autrichien Mego encourage à la fois l'usage des techniques d'échantillonnage glitch et de séquençage sonore mais aussi d'usages détournés des logiciels de production sonore, voire de développements spécifiques, sans parler des techniques de Databending. Des artistes comme Fennesz, Florian Hecker ou Pita font leurs premières armes. À partir de 1996, le label allemand Raster-Noton créé par Carsten Nicolai (Alva Noto) et Olaf Bender (Byetone) propose des productions glitch à travers leurs propres œuvres et celles d'artistes comme Ryoji Ikeda ou Frank Bretschneider. Le premier album de Noto (ne signant pas encore sous son pseudonyme d'Alva Noto) - dénommé Spin - commence à creuser le genre glitch. Il faut attendre néanmoins l'an 2000 pour que la compilation Clicks_+_Cuts du label allemand Mille Plateaux fondé par Achim Szepanski impose le genre.

## Caractéristiques
Le matériau sonore utilisé est à lui seul constitutif du genre. Le glitch est souvent produit par des ordinateurs utilisant des logiciels de production numérique servant à raccorder des cuts (petits échantillons) d'œuvres musicales déjà existantes. Ces cuts sont ensuite intégrés à la musique pour former des beats. Ces cuts remplacent alors généralement les instruments de percussion traditionnels. Les sons du glitch peuvent également être produits par des CD qui sautent, disques vinyles rayés, techniques de circuit bending et de Databending ou autres bruits distordus. C'est de l'utilisation de ces défauts sonores que le genre tire son nom. Les logiciels populaires pour créer du glitch incluent les trackers Ableton Live, AudioMulch, Bidule, ChucK, FL Studio, Max/MSP, Pure Data, Reaktor, Reason, Renoise, Super Collider, et Usine.
Contrairement à d'autres genres musicaux, le glitch ne se distingue pas par des cellules rythmiques particulières, ni même par une construction spécifique de ses compositions. Un nombre significatif se rapprochent néanmoins de la techno minimale, le rendant ainsi plus « écoutable ». « [...] est-ce que cela doit être regrettable ou encensé ? Avec l'aide du beat, l'organisateur du bruit affine le message. Le beat peut mettre en évidence l'esthétique du bruit. Il peut rendre la ‘dureté’ agréable : ‘la pulsation équivaut à la vie, équivaut au plaisir’ ». Le glitch n'est pas non plus attaché à un style vestimentaire ou comportemental, un mode de pensée, un lieu ou une circonstance particulière de diffusion. Tout au plus est-il souvent associé à des projections vidéos minimalistes pilotées par les artistes eux-mêmes (voir notamment les spectacles d'Alva Noto, Frank Bretschneider ou Ryoji Ikeda) ou grâce à l'intervention de VJ.
Dans un manifeste écrit en 1995, Achim Szepanski (fondateur du label Mille Plateaux), insiste sur la nécessité pour les créateurs de pousser les frontières des logiciels de production audionumériques, notamment en refusant les réglages d'usine, les sons prêts-à-l'emploi. « [...] les standards PEUVENT ET DOIVENT être transformés. [...] Les machines sonores qui sont plus que des ordinateurs produisent des effets musicaux quand elles sont pilotées par des proto subjectivités. [...] Les clics, glitches et les soi-disant erreurs deviennent des sons. Les événements sonores deviennent audibles par arrangement. Le couper-copier-coller-funk des sons considérés comme les moins pertinents, les clics, émergent ; le mouvement de 0 et de 1 devenu audible. Les clics sont une valeur, la monnaie, loi, communication et son du médial lui-même. Ils sont l'introduction dans le minimalisme du XXe siècle, un outil pour le nouveau millénaire. »
Dans un article du Computer Music Journal publié en 2000, le compositeur et écrivain Kim Cascone (en) classe le glitch comme un sous-genre de musique électronique et utilise le terme de « post-numérique » (post-digital) pour décrire l'esthétique glitch. Il ne faut pas comprendre ici qu'il s'agit d'une musique qui vient « après » le numérique (avec une notion de rupture) mais bien d'une musique qui en découle. Il est même également probable que le glitch soit un « métagenre » en ce qu'il s'appuie sur des problématiques inhérentes aux technologies utilisées pour produire ce son numériquement : les dysfonctionnements (failures). Dans le même article, Kim Cascone considère que « l'esthétique post-numérique fut développée à la suite d'expériences immersives [des artistes], dues au fait de travailler dans un environnement imprégné de technologie numérique : la soufflerie des systèmes de ventilation des ordinateurs, les imprimantes laser extrayant des documents, la “sonification” des interfaces logicielles et les bruits étouffés des disques durs. Mais plus spécifiquement, ce sont des dysfonctionnements de la technologie numérique que ce nouveau travail a émergé [...]. » Et d'ajouter que « la plupart des outils audio[numériques] peuvent zoomer sur les erreurs, permettant aux compositeurs d'en faire le cœur de leur travail. »

## Artistes et labels
Les artistes notables et représentatifs des années 1990 du genre incluent : Alva Noto, Aphex Twin, Autechre, Byetone (Olaf Bender), Frank Bretschneider, Nicolas Collins, Goem, Ryoji Ikeda, Oval, Pan Sonic (Mika Vainio et Ilpo Väisänen ; notamment dans leur premier album Vaiko, 1995), Pole (1), Pita (album Seven Tons For Free, 1996), Signal, snd, Jo Thomas et Tone Rec (album Pholcus, 1998).
Les artistes notables et représentatifs des années 2000 du genre incluent : @c (par exemple, le titre 73, extrait de l'album Mus***** c), Cyclo, Grischa Lichtenberger (~Treibgut, 2009), Ihan (Clicks_+_Cuts), Incite/, Kid 606, Kotra, Lacunae, Panacea (notamment le titre Sinecore issu de l'album Clicks_+_Cuts), Pixel (notamment le titre +43° 39 25.60 -110° 42 10.10 issu de l'album The Drive, 2009), Slipped Disk, Soap&Skin, Ryoichi Kurokawa, Thomas Brinkmann (album Klick, 2000), Ten Data Keshin, et Vitor Joaquim.
Ceux des années 2010 incluent : Evala (par exemple, les titres Crackink et Hush, extraits de l'album Acoustic Bend), Kabutogani (par exemple l'album Bektop est un bel exemple de glitch radical), Ketem, Inaktera (par exemple l'album Permutation.a), Lauki, Monoiz (par exemple l'album Multiplied Phoneme), Plaster, Takeshi Kagamifuchi, et ToXic.aZ.SiD.
Les labels discographiques représentatifs du genre incluent les labels allemands Mille Plateaux (fondé par Achim Szepanski), et Raster-Noton (fondé par Carsten Nicolai et Olaf Bender) ; le label autrichien Mego ; le label américain 12k (fondé par Taylor Deupree) ; et le label japonais Atak.

## Genres connexes
Le glitch peut être confondu avec d'autres genres de musique électronique ou instrumentale. Les quatre appellations — microwave, DSP, sinecore et microscopic music — sont considérées comme des synonymes de glitch.

### Clicks and cuts
Le clicks and cuts (ou clicks & cuts) est considéré comme un genre musical, mais il est avant tout le titre d'une série de compilations proposée par le label Mille Plateaux depuis l'an 2000. La première édition de cette compilation s'appelle Clicks_+_Cuts. Les éditions ultérieures sont intitulées Clicks & Cuts. Néanmoins, une interprétation littérale du titre, tend en effet à décrire une production musicale composée de clics (au sens sonore du terme) et de brefs échantillons sonores. Il s'agirait alors d'une extension du genre glitch, théoriquement limité à des accidents sonores.

### Microsound
Le microsound (en), souvent utilisé comme synonyme de glitch, désigne un genre musical structuré plus précocement que le glitch (au début des années 1960) et qui l'englobe. Le principe du microsound consiste à travailler à partir de sons très courts (de l'ordre de la milliseconde) qui sont utilisés soit isolément, soit agrégés pour créer de nouvelles textures sonores. Dans ce dernier cas, on parle alors de granularité sonore. Cette musique ne fait donc pas uniquement référence à des sons issus ou simulant les dysfonctionnements électroniques, mais s'empare de n'importe quel matériau sonore. Le microsound est généralement dépourvu d'éléments rythmiques répétitifs.
Théorisé à la fin des années 1950, le microsound prend son essor avec les premiers mini-ordinateurs, ce qui explique qu'il est encore aujourd'hui fortement associé au milieu de la recherche universitaire. Milieu qui n'est pas toujours tendre, voir ignore les artistes glitch. Parmi les compositeurs emblématiques de ce genre ou qui ont produit des œuvres fidèles aux principes du microsound, il faut compter avec Bernhard Guenter, Iannis Xenakis, Karlheinz Stockhausen, Kim Cascone, Oval et Taylor Deupree.

### Musique bruitiste
La musique bruitiste est certes construite à partir de « saletés » (électroniques ou instrumentales) mais plus longues que dans le glitch, souvent soutenues dans le temps. L'un des représentants emblématiques du genre est le Japonais Merzbow.